# Breutelia hariotiana
Breutelia hariotiana là một loài rêu trong họ Bartramiaceae. Loài này được Besch. ex Müll. Hal. Besch. mô tả khoa học đầu tiên năm 1885.